# جانی تو
جانی تو (انگلیسی: Johnnie To؛ زادهٔ ۲۲ آوریل ۱۹۵۵) کارگردان و تهیه‌کننده فیلم هنگ کنگی است. آثار او در خارج از کشوراش نیز تحسین شده‌است. او فیلم‌هایی در ژانرهای مختلف ساخته‌است، اگرچه در غرب بیشتر به خاطر فیلم‌های اکشن و جنایی‌اش شناخته می‌شود،  منتقدان نیز برایش احترام خاصی قائل‌اند (کوئنتین تارانتینو یک بار گفت که او را واقعاً دوست دارد فیلم‌هایش  را تماشا می‌کند).
از گزیده آثار او در مقام کارگردان می‌توان به فیلم‌های شبح شاد ۳ (۱۹۸۶)، شادی هشتم (۱۹۸۷)، تعقیب بزرگ (۱۹۸۸)، داستان آرنگ (۱۹۸۹)، مهاجمان کازینو ۲ (۱۹۹۱)، مثلث (۲۰۰۷)، گنجشک (۲۰۰۸)، انتقام (۲۰۰۹) و قلبم را نشکن (۲۰۱۱) اشاره کرد.